# Есе

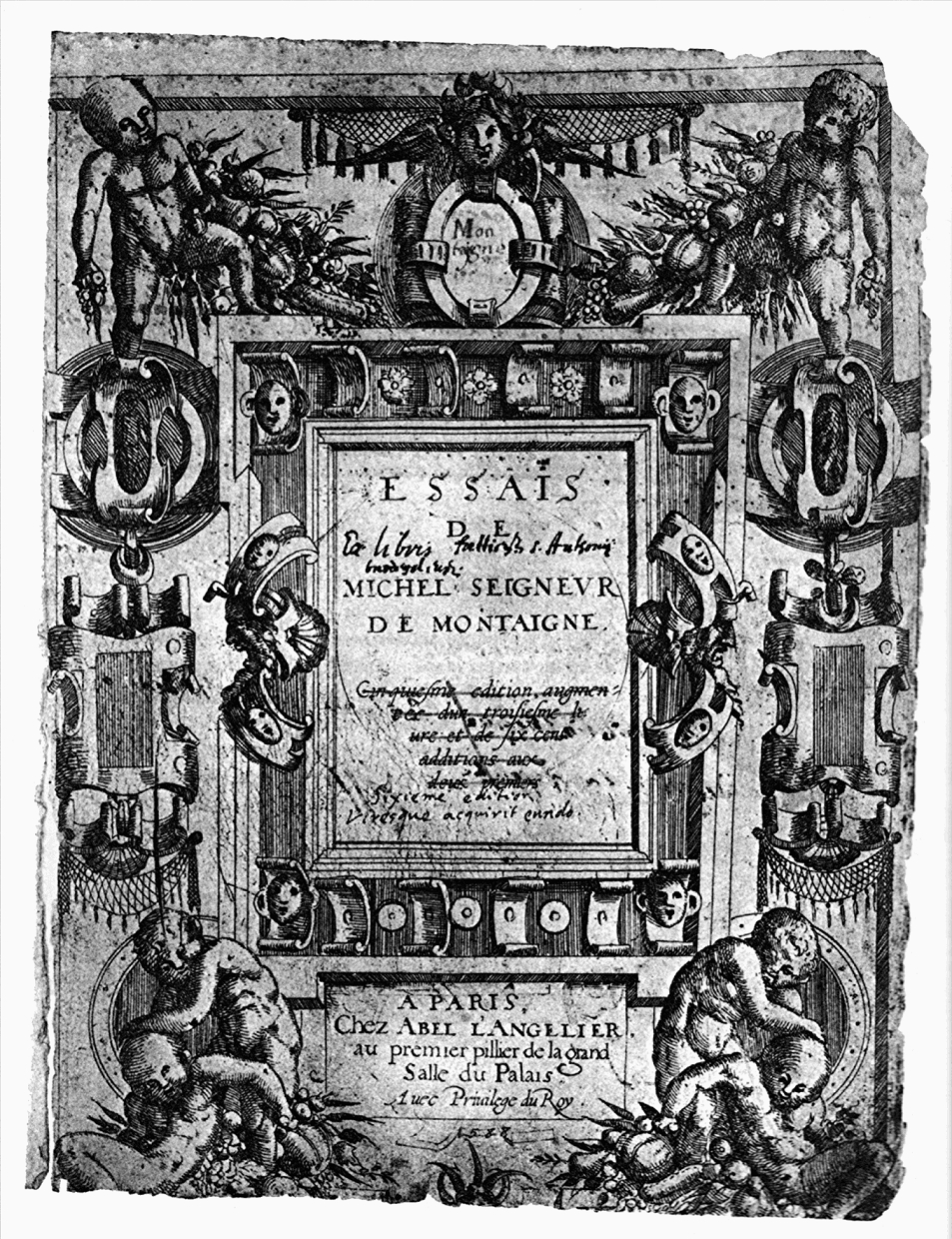
Есеї Мішеля Монтеня

Есе́ або есе́й (фр. essai, фр. вимова: [esɛ] — спроба, нарис, від лат. exagium — зважування) — невеликий за обсягом прозовий твір, що має довільну композицію і висловлює індивідуальні думки та враження з конкретного приводу чи питання і не претендує на вичерпне і визначальне трактування теми; це жанр, який лежить на перетині художньої та публіцистичної (часом науково-популяризаторської) творчості.
Хоча художні тексти в стилі есе відомі з часів античності, появу цього жанру пов'язують з ім'ям Мішеля Монтеня, який з 1572 року й до кінця життя працював над своїм найбільшим літературним твором, що мав назву «Проби» (фр. Essais).

## Визначальні риси та стиль
Визначальними рисами есе, як правило, є неозначений обсяг (від кількох речень до 10-20 сторінок), конкретна тема, дана в підкреслено вільному, суб'єктивному її тлумаченні; вільна композиція, парадоксальна манера мислення. Як правило, есе виражає нову, суб'єктивну думку про щось.
Стиль есе відрізняється образністю, афористичністю, використанням свіжих метафор, нових поетичних образів, свідомою настановою на розмовну інтонацію і лексику. Він здавна формувався у творах, в яких на перший план виступає особистість автора. Пограничними жанрами для есе є поезія в прозі та науковий нарис або філософський трактат.
Серед відомих есеїстів: Ю. Шевельов, Б. Шоу, Ж.-П. Сартр, А. Камю, Й. Бехер, В. Винниченко, Є. Маланюк, П. Загребельний, О. Гончар та ін.

## Види есе
За змістом:
- філософські
- літературно-критичні
- історичні
- художні
- художньо-публіцистичні

За літературною формою:
- рецензії
- ліричні мініатюри
- сторінки зі щоденника[джерело?]
- листи

За композиційними особливостями:
- рефлексійні
- аналітичні
- критичні
- розповідні
- описові[9]